# Елсбери (Мисури)
Елсбери (енгл. Elsberry) град је у америчкој савезној држави Мисури.

## Демографија
По попису из 2010. године број становника је 1.934, што је 113 (-5,5%) становника мање него 2000. године.
| Група             | 2000.         | 2010.         |
| Белци             | 1.894 (92,5%) | 1.797 (92,9%) |
| Афроамериканци    | 67 (3,3%)     | 46 (2,4%)     |
| Азијати           | 3 (0,1%)      | 0 (0,0%)      |
| Хиспаноамериканци | 40 (2,0%)     | 39 (2,0%)     |
| Укупно            | 2.047         | 1.934         |